# Smârdan (Tulcea)
Smârdan é uma comuna romena localizada no distrito de Tulcea, na região de Dobruja. A comuna possui uma área de 130.36 km² e sua população era de 1108 habitantes segundo o censo de 2007.